# Алексіс Женні
Алексі́с Женні́ (фр. Alexis Jenni, *1963, Ліон) — французький письменник. Лауреат Гонкурівської премії 2011 року за роман «Французьке мистецтво війни» («L'Art français de la guerre»).

## Біографія
Народився в Ліоні 1963 року. Родина швейцарсько-німецького походження. Алексіс Женні — учитель біології в ліцеї Святого Марка в Ліоні. Його перший роман на 640 сторінок «Французьке мистецтво війни», що вийшов у серпні 2011 року у видавництві Ґаллімар, здобув дуже прихильні відгуки, був у коротких списках Премії Медічі та Премії Феміна. 2 листопада 2011 року роман був відзначений Гонкурівською премією. Теми роману — колоніальна історія Франції в Індокитаї та Алжирі, роль французької армії в історії Франції XX століття. Роман був написаний під впливом суспільної дискусії про французьку ідентичність. Це вже третій роман Женні, проте перший виданий. За свідченням автора, роман писався 5 років у вільний від основної роботи час. Женні називає себе «недільним письменником», маючи на увазі, що час на письменство міг викроювати час лише неділями.
Одружений, має трьох дітей.

## Твори
- L'Art français de la guerre, Paris, Éditions Gallimard, coll. «Blanche», 2011, 640 p. (ISBN 978-2-07-013458-8)